# زره لئاندر
سارا لئاندر (سوئدی: Zarah Leander؛ زاده ۱۵ مارس ۱۹۰۷ درگذشته ۲۳ ژوئن ۱۹۸۱) یک خواننده، و هنرپیشه اهل سوئد بود.